# Алхан-Юртовское сельское поселение
Алхан-Юртовское се́льское поселе́ние — муниципальное образование в Урус-Мартановском районе Чечни Российской Федерации.
Административный центр и единственный населённый пункт — село Алхан-Юрт.

## История
Статус и границы сельского поселения установлены Законом Чеченской Республики от 14 июля 2008 года № 45-РЗ «Об образовании муниципального образования Урус-Мартановский район и муниципальных образований, входящих в его состав, установлении их границ и наделении их соответствующим статусом муниципального района, городского и сельского поселения».

## Население
| 2010    | 2012    | 2013    | 2014    | 2015    | 2016    | 2017    |
| ------- | ------- | ------- | ------- | ------- | ------- | ------- |
| 10 477  | ↗10 797 | ↗11 067 | ↗11 315 | ↗11 593 | ↗12 482 | ↗12 649 |
| 2018    | 2019    | 2020    | 2021    | 2023    | 2024    |         |
| ↗12 838 | ↗13 018 | ↗13 099 | ↗14 009 | ↗14 212 | ↗14 504 |         |

## Состав сельского поселения
| № | Населённый пункт | Тип населённого пункта       | Население |
| - | ---------------- | ---------------------------- | --------- |
| 1 | Алхан-Юрт        | село, административный центр | ↗14 504   |

### Упразднённые населённые пункты
Краснопартизанский — посёлок, упразднён 31 октября 2023 года Законом Чеченской Республики путём присоединения его к селу Алхан-Юрт.